# Wolfgang Erfurth
Wolfgang Erfurth (* 16. Februar 1937 in Bremen) ist ein Politiker (CDU) aus Bremen und er war Mitglied der Bremischen Bürgerschaft. 

## Biografie

### Ausbildung und Beruf
Erfurth war als angestellter Kostenrechner in Bremen tätig.  

### Politik
Erfurth ist Mitglied in der CDU in Bremen. 
Von 1971 bis 1999 war er mit einer Unterbrechung 27 Jahre lang Mitglied der Bremischen Bürgerschaft und in verschiedene Deputationen und Ausschüssen der Bürgerschaft tätig. Er war von 1995 bis 1999 Stellvertretender Vorsitzender des Petitionsausschusses der Bürgerschaft.
Danach war er bis 2007 Mitglied im Beirat des Stadtteils Bremen - Osterholz und Sprecher der CDU-Beiratsfraktion. Er wirkt in der Senioren-Union Bremen der CDU mit.